# بنی یعفر (روستا)
 بنی یعفر  به عربی ( بنی یَعفَر )، روستایی است در دهستان کُسْمة از توابع استان رَیمه در کشور یمن در شبه جزیره عربستان. 

## جمعیت
جمعیت آن (۸۰) نفر (۸ خانوار) می‌باشد.